# Antonio García (compositor)
Antonio García Ruiz (La Herradura, Granada, 13 de enero de 1994), también conocido artísticamente como antxnio graz es un productor, compositor y pianista español de música contemporánea, minimalista y ambiental. Antonio García destaca por sus amplias inquietudes, que le hacen experimentar distintos géneros como la música audiovisual o el pop experimental. 

## Biografía
Nacido en España, Antonio García empezó a recibir clases de piano en su pueblo natal y más adelante, en el conservatorio profesional de Motril y cursó los estudios superiores de composición y piano en el Conservatorio Superior Victoria Eugenia de Granada y The Sibelius Academy en Helsinki (Finlandia).
Ha obtenido diferentes reconocimientos en el mundo de la música clásica. Ha sido finalista en el II Concurso de Composición Musical para Jóvenes Andaluces organizado por el Centro de Documentación Musical de Andalucía con su pieza Nymphéas Noirs, un quinteto con dos saxofones, clarinete bajo, contrabajo y piano. Su obra your room at midnight será interpretada en el prestigioso concurso internacional Menuhin para jóvenes violinistas. Además, a través de la Asociación de Compositores e Intérpretes Malagueños (ACIM) sus obras se han interpretado en distintos escenarios de Málaga como el CAC o el Conservatorio Superior de Málaga.
Una vez acabada la formación tradicional y clásica, se interesó por estudiar producción y mezcla musical, teniendo como mentor al prestigioso productor de música urbana Soma. Esto le llevó a experimentar con géneros más allá de la música clásica, tendiendo lazos entre lo popular y lo académico. En 2020, la revista digital de música y arte sonoro Sul Ponticello publica un análisis de /º.º\, una pieza de música clásica que está más cercano a los beats lo-fi que a la propia música académica.
A partir de octubre de 2020 formará parte de los residentes de la Fundación Antonio Gala 2020, realizando un proyecto en el que «lo íntimo, lo contemplativo y lo vulnerable se considera un acto de rebelión pacífica hacia la sobreestimulación y sobreinformación a la que la sociedad occidental está expuesta.»

## Catálogo de obras instrumentales (música clásica)
| Año  | Obra | Tipo de obra                              | Duración |
| 2016 | Sombras del jardín de las delicias, para piano                                                            | Música solista (piano)                    | 12:00    |
| 2017 | Punto de fuga (poema de Javier Temprado), para barítono, violín, clarinete y violonchelo                  | Música vocal                              | 05:00    |
| 2018 | Meditation, para flauta.                                                                                  | Música solista (flauta)                   | 03:00    |
| 2018 | From South to North, para dúo de guitarras                                                                | Música instrumental (dúo)                 | 05:00    |
| 2018 | Your room at midnight, para violín                                                                        | Música solista (violín)                   | 04:00    |
| 2018 | Inside the city para violonchelo, cinta y electrónica en vivo                                             | Música Electroacústica                    | 10:00    |
| 2019 | 2:19, para violín, clarinete bajo, chelo y piano                                                          | Música instrumental                       | 05:00    |
| 2019 | Nymphéas Noirs. para trompa, saxofón tenor, clarinete bajo, saxofón barítono, contrabajo y piano          | Música instrumental                       | 06:00    |
| 2019 | Rituales, para orquesta                                                                                   | Música orquestal                          | 10:00    |
| 2019 | Buenas Noches, para clave, cinta y electrónica en vivo                                                    | Música Electroacústica                    | 05:00    |
| 2019 | Concertino para flauta para flauta, percusión y orquesta de cámara de cuerdas                             | Música instrumental (dúo)                 | 10:00    |
| 2019 | La luz de la Oscuridad, para violín, clarinete, violonchelo y electrónica en vivo                         | Música Electroacústica                    | 12:00    |
| 2019 | Música para siesta, para violín, teclado, piano, contrabajo, electrónica en vivo y procesamiento de vídeo | Música Electroacústica                    | 06:00    |
| 2019 | ...And Silence Again para piano solista y orquesta de cámara (concertino)                                 | Música orquestal                          | 05:00    |
| 2020 | _chill beat to sleep                                                                                      | Música orquestal (orquesta de cuerdas)    | 12:00    |
| 2020 | beats para ver la pintura secar                                                                           | Música instrumental (cuarteto de cuerdas) | 10:00    |

## Otros trabajos

### Singles
- vulnerable[12] (2020), música ambiental.
- solitude[13] (2020), música ambiental.
- /º.º\ (2020) música ambiental, lo-fi.
- Still Nobody Nowhere (2020), single perteneciente a su proyecto #artpostcard2020[14] realizado a través de Instagram, teniendo como base el movimiento artístico Arte postal.[15]

## Producción audiovisual
Su interés por la música audiovisual comienza en 2018, en Helsinki, cuando tuvo la posibilidad de trabajar con distintos estudiantes de dirección de cine de la Universidad Aalto.
Gracias a la colaboración con la artista almeriense Cristina Muñoz del Águila, participan con la obra «Sobre la ternura» en el I Festival Internacional de Performances Mínimas Urbanas en Vídeo, proyectándose en distintas salas tanto de España como de Europa y América. El rincón de las luces, música visual, se ha proyectado en el Festival Internacional de Jóvenes Realizadores de Granada y en el Festival Atemporánea de Buenos Aires. Recientemente ha trabajado en la banda sonora del cortometraje CHENGE, de Tig Terera.
En 2019 trabaja en un proyecto colaborativo con el Conservatorio Superior de Música de Granada, la Escuela de arte de Granada, el Conservatorio Profesional de danza de Granada, la Escuela Superior de Diseño de Moda de Granada y diferentes grupos de artes escénicas.
- Chenge - Tig Terera (2019) - corto cinematográfico
- I woke up in a hammock and I couldn’t move - Johanna Failer (2020) - corto animado